# 姚汝臯
姚汝臯（1489年—1553年），字舜卿，號汝川，河南開封府襄城縣人，民籍，明朝政治人物。

## 生平
正德十一年（1516年）丙子科河南鄉試第七十二名舉人。正德十二年（1517年）中式丁丑科會試第二百八十六名，登第三甲第一百一十八名進士。工部观政，授大理寺评事，因諫武宗南巡，十四年四月降刑部照磨，十六年五月復除兵部主事，累官兵部郎中，大禮議期間，參與左順門事件。被廷杖。後升四川布政司參議，嘉靖八年（1529年）三月以平芒部功受賞，改山西，致仕。年六十五卒。

## 家族
曾祖姚禮；祖父姚偉；父姚澤。母楊氏。慈侍下。兄姚汝霖（贡士）、汝礪。弟汝耔。
三子：繼可、繼大、繼久。姚繼可官至工部尚書。